# Margarinotus confusus
Margarinotus confusus är en skalbaggsart som beskrevs av Wenzel 1944. Margarinotus confusus ingår i släktet Margarinotus och familjen stumpbaggar. Inga underarter finns listade i Catalogue of Life.